# Estación de Le Guichet
La estación de Le Guichet es una estación ferroviaria francesa situada en la comuna de Orsay, en el departamento de Essonne, al sudoeste de París. Por ella circulan los trenes de cercanías de la línea B de la Red Exprés Regional más conocida como RER.  

## Historia
Fue inaugurada el 28 de julio de 1854. 
Aunque el término "guichet", significa taquilla en francés, no se debe a la estación de tren y el topónimo ya existía en mapas muy anteriores.
Inicialmente, pertenecía a la línea de Sceaux, una línea férrea que unía París con Limours vía Sceaux. Como tal fue explotada por diferentes compañías privadas hasta que el 18 de enero de 1938 recaló en las manos de la CMP, la Compañía del ferrocarril metropolitano de París que en aquella época ya gestionaba varias líneas del metro parisino. En 1949, una recién fundada RATP, se hizo cargo de la misma regresando ésta a manos públicas.  
El 9 de diciembre de 1977, la creación de la línea B del RER que retomó en gran parte el trazado de la antigua línea de Sceaux dio un nuevo impulso a la estación. 

## Descripción
Dispone de dos vías y de dos andenes laterales. Uno de ellos se sitúa sobre un puente de 19 metros de largo, por encima de la carretera nacional 118, que fue realizado entre 1964 y 1965. Fue uno de los primeros puentes realizados en Francia con hormigón pretensado. El cruce de las vías se realiza con un paso subterráneo. Anteriormente la estación dispuso de una pasarela.

## Alrededores
La estación permite acceder a una zona donde se encuentran numerosos organismos oficiales, centros de enseñanza, laboratorios y empresas, entre las que se encuentran: 
- La Universidad de París-Sur
- El CEA (Comisariado de la Energía Atómica)
- El Synchrotron soleil
- Laboratorio Léon Brillouin